# Kerapuh
Kerapuh is een bestuurslaag in het regentschap Serdang Bedagai van de provincie Noord-Sumatra, Indonesië. Kerapuh telt 1975 inwoners (volkstelling 2010).